# الانتخابات التشريعية السورية 1973
الانتخابات التشريعية في سورية والتي تمت في 25 و26 أيار 1973، تعتبر أول انتخابات تشريعية منذ 12 عامًا والمجلس المنبثق عنها أول مجلس منتخب منذ انقلاب الثامن من آذار عام 1963، كما أنها أول انتخابات جرت في ظل سيطرة حزب البعث على السلطة وتسلّم حافظ الأسد مهام الرئاسة وإقرار دستور 1971، كما أنها أول انتخابات اعتمدت فيها المحافظة مع الأغلبية البسيطة كدائرة انتخابيّة وألغيت بها جولات الإعادة، كما أنها أول انتخابات جرت لانتخاب «مجلس الشعب» بدلاً من «المجلس النيابي» تيمنًا بمصر عبد الناصر.
حقق حزب البعث المركز الأول في هذه الانتخابات، حاصدًا حوالي ثلثي المقاعد؛ ولم تشارك بها الأحزاب التقليدية كحزب الشعب والحزب الوطني والإخوان المسلمين والحزب السوري القومي الاجتماعي لكونها قد حظرت وحلّت.

## النتائج
| الحزب                  | الأصوات | % | المقاعد |
| ---------------------- | ------- | - | ------- |
| حزب البعث              |         |   | 122     |
| مستقلين                |         |   | 46      |
| الحزب الشيوعي السوري   |         |   | 8       |
| حزب الاتحاد الاشتراكي  |         |   | 6       |
| حركة الاشتراكيين العرب |         |   | 3       |
| الوحدويون الاشتراكيون  |         |   | 1       |
| المجموع                |         |   | 186     |